# Henri du Buysson
Pour les articles homonymes, voir Buysson.
Henri Julien Charles du Buysson, dit le « marquis du Buysson », né le 4 juin 1856 au château du Vernet à Broût-Vernet (Allier) est un scientifique français connu principalement pour ses travaux dans le domaine de l'entomologie. Il était le fils du botaniste François du Buysson et de son épouse Mathilde de Montaignac de Chauvance.

## Biographie
Après des études secondaires à Riom, à l'Institution Sainte-Marie, et un diplôme de bachelier ès-lettres, Henri du Buysson fit son droit à Paris. Mais sa véritable passion était la science, en particulier l'étude des insectes. Dès sa jeunesse, il avait établi dans le château familial du Vernet un laboratoire qu'il partageait avec son frère Robert du Buysson, appelé lui aussi à devenir un scientifique de renom.
Henri du Buysson appartenait à de nombreuses sociétés savantes comme la Société entomologique de France et la Société royale entomologique d’Égypte. Auteur de nombreux articles pour la Revue scientifique du Bourbonnais, il était aussi membre du comité de rédaction de la revue Miscellanea Entomologica.
Henri du Buysson a obtenu en 1905 le prix Dollfus, décerné par la Société entomologique de France, pour une monographie sur les coléoptères.
Il a été conseiller municipal de Broût-Vernet.
Victime d'une mauvaise chute, il est mort le 28 juillet 1927 à Vichy et a été inhumé dans la tombe familiale au cimetière de Broût-Vernet. Il a légué sa collection de coléoptères élatérides au Muséum national d'histoire naturelle.